# Terrence Clarke
Pour les articles homonymes, voir Clarke.
Terrence Clarke, né le 6 septembre 2001 à Boston (Massachusetts) et mort le 22 avril 2021 à Los Angeles (Californie), était un joueur américain de basket-ball qui évoluait au poste d'arrière.

## Biographie
Le 14 septembre 2019, il annonce qu'il jouera pour les Wildcats du Kentucky, pendant la saison 2020-2021, il joue 8 matchs et tourne à 9,6 points par match. À la fin de la saison, il se présente pour la draft 2021.
Après un entraînement avec son coéquipier Brandon Boston Jr. à Los Angeles, Terrence Clarke meurt le 22 avril 2021 à l'âge de 19 ans dans un accident de voiture.

## Palmarès

### Universitaire
- McDonald's All-American en 2020
- Jordan Brand Classic en 2020

## Statistiques

### Universitaires
Les statistiques de Terrence Clarke en matchs universitaires sont les suivantes :
| Saison    | Équipe   | Matchs | Titul. | Min./m | % Tir | % 3pts | % LF | Rbds/m. | Pass/m. | Int/m. | Ctr/m. | Pts/m. |
| --------- | -------- | ------ | ------ | ------ | ----- | ------ | ---- | ------- | ------- | ------ | ------ | ------ |
| 2020-2021 | Kentucky | 8      | 6      | 28,6   | 42,1  | 21,7   | 47,1 | 2,6     | 2,0     | 0,6    | 0,1    | 9,6    |
| Carrière  | Carrière | 8      | 6      | 28,6   | 42,1  | 21,7   | 47,1 | 2,6     | 2,0     | 0,6    | 0,1    | 9,6    |

## Accident
D'après le Los Angeles Police Department, Clarke conduisait à une vitesse élevée quand il a passé un feu rouge, heurtant une voiture qui tournait à gauche et a percuté un poteau et un mur. Il conduisait une Genesis GV80 du model year 2021 sans avoir bien bouclé sa ceinture de sécurité, à l'âge de 19 ans.